# Ariamnes kahili
Ariamnes kahili es una especie de arácnido del orden de la arañas (Araneae) y de la familia Theridiidae. Originaria de Kauai en Hawái.

## Etimología
Su nombre hace referencia a la localidad tipo de esta especie: la isla de Kauai.

## Descripción
Caparazón de color marrón oscuro con una banda clara que se extiende longitudinalmente por el medio. Abdomen color marrón claro opaco, con bloques plateados muy pequeños y rayas negras que corren longitudinalmente a lo largo del lado frontal convirtiéndose en manchas negras detrás de las hileras. Ojos posteriores separados por 1.5 X de diámetro. Proyección cefálica del 16% del caparazón, punta distendida con muchos pelos. Proyección clípeo del 80% del caparazón, estrechamiento en la punta con muchos pelos largos. Abdomen alargado con forma uniforme.
La hembra es parecida en su coloración al macho. Ojos posteriores separados por 1.9 de diámetro. Abdomen alargado con forma uniforme.

## Hábitat
Ariamnes kahili se encuentra en hábitats de bosques húmedos en la isla de Kauai.
La especie parece ser en gran parte de vida libre, pero se ha encontrado en las telarañas de Orsonwelles.